# Keith Branagan
Keith Branagan (født 10. juli 1966 i London, England) er en engelsk-født irsk tidligere fodboldspiller (målmand).
Branagan tilbragte hele sin karriere i engelsk fodbold, hvor han blandt andet tilbragte fem sæsoner hos Cambridge United og otte hos Bolton Wanderers. Han stoppede sin karriere i 2002 efter et ophold hos Ipswich Town.
Branagan spillede desuden én kamp for det irske landshold, en venskabskamp mod Wales 11. februar 1997.